# Emmanuel Théodose de La Tour d'Auvergne de Bouillon
Emmanuel Théodose de La Tour d'Auvergne de Bouillon, född 24 augusti 1643 i Turenne, död 2 mars 1715 i Rom, var en fransk kardinal och diplomat. Han var känd som cardinal de Bouillon.

## Biografi
Han var son till hertig Frédéric Maurice de La Tour d'Auvergne (1605–1652) och Eléonore-Catherine-Fébronie de Bergh (1613–1657). Han studerade vid Sorbonne, där han år 1667 promoverades.
År 1669 utsåg påve Clemens IX La Tour till kardinalpräst med San Lorenzo in Panisperna som titelkyrka. Mellan 1671 och 1700 tjänade La Tour som grand aumônier de France. År 1676 erhöll han San Pietro in Vincoli som titelkyrka. I oktober 1689 blev La Tour kardinalbiskop av Albano och biskopsvigdes den 20 november samma år av kardinal Flavio Chigi i basilikan Santa Maria Maggiore. Kardinal Chigi assisterades vid detta tillfälle av biskoparna Giambattista Rubini och Francesco Giusti.
La Tour tog, mot kung Ludvig XIV:s önskan, parti för François Fénelon och dennes försvar av kvietismen i Explication des Maximes des Saints gentemot Jacques-Bénigne Bossuet; Bossuet ifrågasatte i sin tur La Tours renlärighet. 
Kardinal La Tour avled 1715 och har fått sitt sista vilorum i kyrkan Sant'Andrea al Quirinale i Rom.